# ミッドナイトマガジン
ミッドナイトマガジンは、1987年4月7日から1989年4月8日までTBSラジオの制作でJRN系列各局で放送されていたラジオ番組。
放送時間は火曜日 - 土曜日 2:45 - 3:00
（月曜日 - 金曜日深夜）。

## 概要
1987年4月改編で、それまで火曜日 - 土曜日　1:00 - 3:00放送だった『スーパーギャング』が15分短縮し、その短縮となった15分枠を以てスタートした。
パーソナリティを「編集長」と呼び、最初は週替わり編集長（パーソナリティ）で放送していたが、1987年10月13日放送回よりパーソナリティは風見律子に固定され、「風見律子のミッドナイトマガジン」となった。
スタート当初は『今週のヒット』（焼き芋屋、竿竹屋、ちり紙交換などのいわゆる物売りの声を紹介）、『ウイークエンドの大予言』といったコーナーがあった。風見律子にパーソナリティを固定して以後は、ゲストコーナー『今週のヒューマンリポート』を中心としてゲストとのトークを主とした構成となった。
TBSラジオにおいては、最初1987年4月 - 9月の間はニコマート、1987年10月 - 1988年3月の間はミューコムのそれぞれの一社提供だった。
1989年4月改編で本番組が終了した後、『スーパーギャング』が元の2時間枠（1:00 - 3:00）に復した。

## パーソナリティ (編集長)
（）
週替わり時代（1987年4月7日〜10月10日）
- 主に芸映、及びその系列事務所のトライアングル・プロダクション所属のタレントが出演していた。

| 週数 | 放送日             | パーソナリティ (編集長)                                                                       |
| ---- | ------------------ | --------------------------------------------------------------------------------------------- |
| 1    | 4月7日 - 4月11日   | 菊池桃子                                                                                      |
| 2    | 4月14日 - 4月18日  | 神野美伽                                                                                      |
| 3    | 4月21日 - 4月25日  | 芳本美代子                                                                                    |
| 4    | 4月28日 - 5月2日   | 角川博                                                                                        |
| 5    | 5月5日 - 5月9日    | 清水由貴子                                                                                    |
| 6    | 5月12日 - 5月16日  | 池田政典                                                                                      |
| 7    | 5月19日 - 5月23日  | 菊池桃子（18日）、芳本美代子（19日）、西村知美（20日）、 石川秀美（21日）、河合奈保子（22日） |
| 8    | 5月26日 - 5月30日  | 杉山清貴                                                                                      |
| 9    | 6月2日 - 6月6日    | 岩城憲                                                                                        |
| 10   | 6月9日 - 6月13日   | 西村知美                                                                                      |
| 11   | 6月16日 - 6月20日  | 石川秀美                                                                                      |
| 12   | 6月23日 - 6月27日  | 芳本美代子                                                                                    |
| 13   | 6月30日 - 7月4日   | 風見律子                                                                                      |
| 14   | 7月7日 - 7月11日   | 今井美樹                                                                                      |
| 15   | 7月14日 - 7月18日  | 1986オメガトライブ                                                                            |
| 16   | 7月21日 - 7月25日  | 河合奈保子                                                                                    |
| 17   | 7月28日 - 8月2日   | 菊池桃子                                                                                      |
| 18   | 8月4日 - 8月8日    | 西村知美                                                                                      |
| 19   | 8月11日 - 8月15日  | 鷲見利恵                                                                                      |
| 20   | 8月18日 - 8月22日  | 志村香                                                                                        |
| 21   | 8月25日 - 8月29日  | 神野美伽                                                                                      |
| 22   | 9月1日 - 9月5日    | 岩城憲                                                                                        |
| 23   | 9月8日 - 9月12日   | 芳本美代子＆岩城憲                                                                            |
| 24   | 9月15日 - 9月19日  | 芳本美代子                                                                                    |
| 25   | 9月22日 - 9月26日  | 今井美樹                                                                                      |
| 26   | 9月29日 - 10月3日  | 池田政典                                                                                      |
| 27   | 10月6日 - 10月10日 | 石川秀美                                                                                      |

1987年10月13日 - 1989年4月8日
- 風見律子

## ゲスト (1987年10月以降)
（）
- 菊池桃子 （1987年10月）
- 岩城憲 （1987年10月、1987年12月、1988年1月、1988年6月）
- 池田政典 （1987年10月、1988年1月、1988年3月）
- 大貫妙子 （1987年11月）
- 岸本加世子 （1987年11月、1988年2月）
- 西村知美 （1987年11月、1988年2月）
- 芳本美代子 （1987年12月、1988年3月）
- 斎藤誠 （1987年12月）
- 麻生圭子 （1987年12月）
- おりも政夫 （1987年12月）
- 近田春夫 （1987年12月）
- ZABADAK （1988年1月）
- 郷田ほづみ （1988年1月）
- くず哲也 （1988年2月）
- 川島みき （1988年2月、1988年9月）
- 今井美樹 （1988年3月）
- 国実百合 （1988年3月、1988年7月）
- 河合奈保子 （1988年3月、1988年8月）
- カルロス・トシキ&オメガトライブ （1988年3月）
- ラ・ムー （1988年3月）
- 石川秀美 （1988年5月）

## ネット局
放送時間はいずれも火曜日 - 土曜日 2:45 - 3:00、同時ネット。いずれの局も『スーパーギャング』とのセットでネットされていた。
- 北海道放送
- 山陽放送
- RKB毎日放送[注釈 2]